# Helge Dorsch

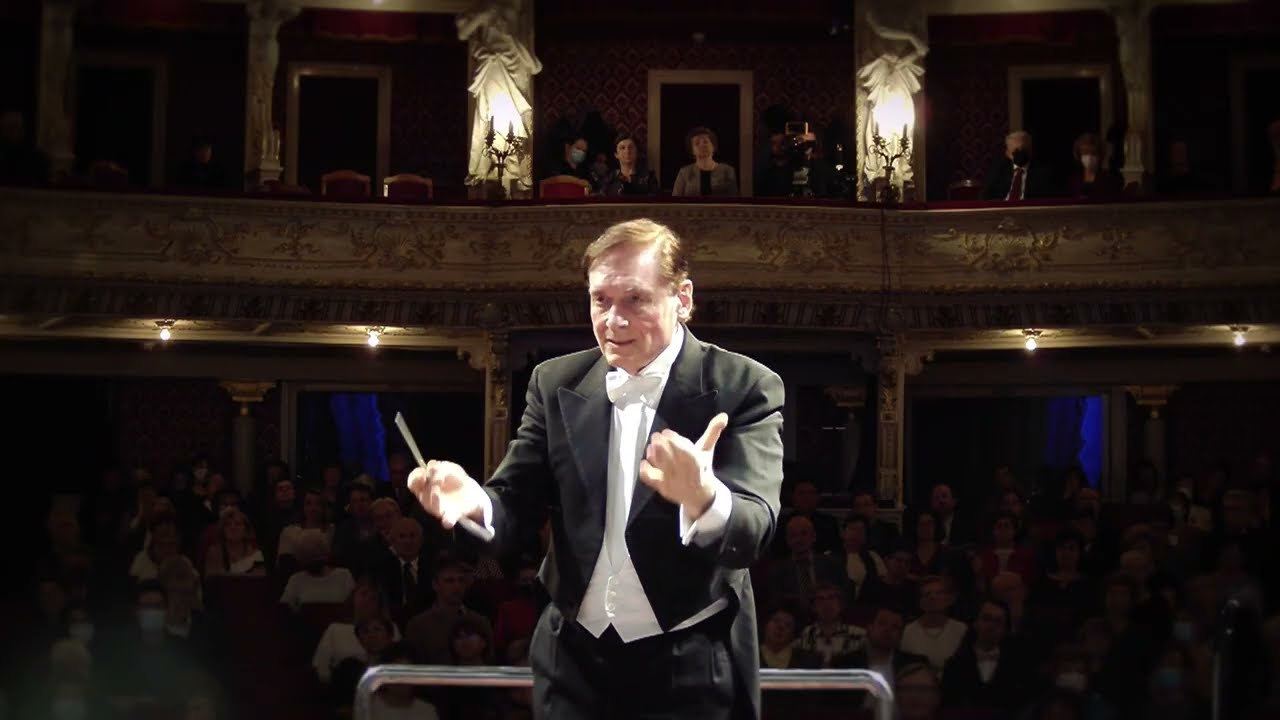
Helge Dorsch, bei einem Konzert in der National Hungarian Symphony Orchestra (2022)

Heinrich Helge Dorsch (* 4. Oktober 1947 in Penzberg, Oberbayern) ist ein deutscher Dirigent, Pianist und Komponist. Seit 2016 ist er Chefdirigent der New Opera of Peking (Laiyin Opera) und zusätzlich seit 2018 Chefdirigent sowie Musikdirektor des Ópera Festivals in Buenos Aires.

## Werdegang
Nach dem Abitur studierte Helge Dorsch an der Hochschule für Musik und Theater München Dirigieren bei Kurt Eichhorn, Klavier bei Rosl Schmid und Komposition bei Günter Bialas. Zudem belegte er Meisterkurse bei Hans Swarowsky in Ossiach, Österreich. Er begann seine berufliche Laufbahn als Solorepetitor an der Bayerischen Staatsoper. Er assistierte bei den Salzburger Festspielen und den Bayreuther Festspielen Dirigenten wie Claudio Abbado und Riccardo Muti. Von 1990 bis 1999 war er Studienleiter bei den Bregenzer Festspielen. Weitere Engagements führten ihn zur Staatsoper Hamburg, an die Opéra Bastille Paris, die Staatsoper Unter den Linden in Berlin sowie zu Opernhäusern in Rom, Turin, Moskau und Amsterdam.
Helge Dorsch war von 1970 bis 1989 mit der US-amerikanischen Sopranistin Barbara Carter verheiratet, mit der er zahlreiche Konzertreisen unternahm. 1989 heiratete er die deutsche Kirchenmusikerin und Musikpädagogin Agnes Dorsch, geb. Große Krogmann, die an der Musikschule am Aalto-Theater als persönliche Referentin ihres Mannes und als Fachbereichsleiterin für Instrumentalpädagogik tätig ist.
Helge Dorsch sammelte Erfahrungen als Operndirigent an den Bühnen in Aachen, Mannheim, Essen und Ankara, wo er zum Ersten Kapellmeister und stellvertretenden Generalmusikdirektor aufstieg. Von 1998 bis 2004 war er Chefdirigent der Loreley-Festspiele, bei denen er Werke wie Fidelio, Die Zauberflöte und Nabucco dirigierte. Von 2000 bis 2002 war er Chefdirigent der Lyric Opera of New Jersey.
Seit 2016 ist er Chefdirigent der New Opera of Peking, an der er mit La traviata debütierte. Weitere Produktionen unter seiner Leitung waren Turandot (2017) und Carmen (2018). Seit 2018 leitet er auch das Ópera Festival Buenos Aires, wo er unter anderem Tosca (2019), Don Giovanni (2021) und Der fliegende Holländer (2024) dirigierte.
Zu den Höhepunkten seiner Karriere als Konzertdirigent gehören Auftritte mit dem Shanghai Symphony Orchestra (2000), ein Galakonzert mit dem Tenor René Kollo sowie die Leitung der Gala der drei südamerikanischen Tenöre (2022). Dorschs Konzert Sentimientos sin límites wurde 2024 von der Universität Buenos Aires als Teil der Reihe „Grandes Conciertos“ aufgeführt.
Als Pianist trat Dorsch vor allem als Liedbegleiter hervor und arbeitete mit Künstlern wie Hermann Prey, Edith Mathis und Ortrun Wenkel. Mit den German Tenors konzertierte er in der Berliner Philharmonie. Ein Liederabend mit Andreas Schager fand in der Wiener Staatsoper statt.

### Kompositionen
Dorsch komponierte Werke für Gesang und Klavier, darunter die Liederzyklen Das Anatolische Liederbuch und Das Brasilianische Liederbuch, die verschiedene Kulturen musikalisch miteinander verbinden. Zu seinen Klavierwerken zählen unter anderem The Cable Car of San Francisco und Die Wasser des St. Lorenz-Stroms.

## Lehrtätigkeit
Helge Dorsch war von 1977 bis 2003 Professor an der Hochschule für Musik Westfalen-Lippe in Dortmund. 1997 nahm er eine Gastprofessur an der Hochschule für Musik und Theater München an. Von 2003 bis 2013 hatte Dorsch eine Professur an der Robert Schumann Hochschule in Düsseldorf inne, und von 2006 bis 2018 unterrichtete er parallel an der Hochschule für Musik Hanns Eisler in Berlin. In den Jahren 2013 bis 2016 war Dorsch zudem Lehrbeauftragter an der Hochschule für Musik Franz Liszt Weimar, bevor er seine Lehrtätigkeit an Musikhochschulen beendete. Im Jahr 2008 gründete er die Musikschule am Aalto-Theater in Essen, die 2010 Teil der Europäischen Kulturhauptstadt Ruhr wurde. Diese Einrichtung leitet er weiterhin.
Neben seiner akademischen Tätigkeit gab Dorsch Meisterkurse im In- und Ausland, unter anderem in Italien, Frankreich, Russland, Usbekistan, China und Argentinien.

## Engagements und Aktivitäten
Dorsch ist regelmäßig als Dirigent und Liedbegleiter tätig. Im Februar 2023 debütierte er an der Wiener Staatsoper, wo er ein Solistenkonzert mit dem Tenor Andreas Schager leitete. Zudem ist er als Gastdozent an der Universidad Nacional de las Artes in Buenos Aires tätig, wo er unter anderem Kurse zur Interpretation von Oper und Lied anbietet.

### Meisterkurse
- Teatro Massimo Bellini, Catania (1998)
- Hacettepe-Universität Ankara (2006)
- Opéra Bastille, Paris (2008)
- Bolshoi Theater, Moskau (2009)
- Mariinskij Theater, St. Petersburg (2010)

## Auszeichnungen
Helge Dorsch wurde mit zahlreichen Ehrungen bedacht, darunter die Ernennung zum ständigen Gastdirigenten des Henan Symphony Orchestra (2010) sowie seine Position als Chefdirigent der New Opera of Peking (2016).

## Diskografie
- Nabucco von Giuseppe Verdi – Helge Dorsch dirigiert Ausschnitte aus Nabucco
- Gesamtaufnahme Nabucco von Giuseppe Verdi, Herausgeber: Loreley Klassik GmbH, Live-Mitschnitt aus Budapest (2001)
- Liebestraum – Perlen der romantischen Klaviermusik von Helge Dorsch

## Filmografie & Auftritte
- Helge Dorsch conducts Rienzi Overture (2022)
- Richard Wagner – Tannhäuser Ouverture (2022)
- Helge Dorsch conducts Lohengrin Prelude (2022)
- Gala Concert in Honor of the 200th Anniversary of B. Smetana (2024)